# サウス・ブルックリン鉄道
サウス・ブルックリン鉄道 (South Brooklyn Railway、報告記号：SBK) はニューヨーク市ブルックリン区にある鉄道路線である。ニューヨーク市が路線を保有し、ニューヨークシティ・トランジット・オーソリティが運営を行っている。元の本線はアッパー・ニューヨーク湾からマクドナルド・アベニューまで38丁目に沿って走り、マクドナルド・アベニューを南下してコニー・アイランド車両基地まで向かっており、ほとんどの区間がカルバー・シャトルおよびINDカルバー線と同じ経路であった。
元の本線の区間のうち、2番街と39丁目の交差点付近のインターチェンジ車両基地 - BMTウェスト・エンド線9番街駅間のみがまだ残されている。現在、列車は36丁目-38丁目車両基地 - サウス・ブルックリン・マリン・ターミナル間のみの運行となっている。

## 民間開業
サウス・ブルックリン鉄道&ターミナル会社 (South Brooklyn Railroad and Terminal Company) が1887年9月30日に設立され、ブルックリン・バース・アンド・コニー・アイランド鉄道ウェスト・エンド線の38丁目と9番街の交差点北西付近から38丁目西端、3番街との交差点付近まで路線を建設した。この線路はブルックリン・バース・アンド・コニー・アイランド鉄道にリースされ、39丁目フェリーまで列車が運行されるようになった。1892年、サウス・ブルックリン鉄道&ターミナル会社は用地の購入を行い3番街にターミナル駅と貨物倉庫を建設した。同社は自社の鉄道車両は保有しておらず、39丁目フェリーターミナルへの列車の運行を行いたい別の鉄道会社へ路線をリースしていた。
1890年、プロスペクト・パーク・アンド・サウス・ブルックリン鉄道カルバー線が路線に接続された。プロスペクト・パーク・アンド・サウス・ブルックリン鉄道は1893年にロングアイランド鉄道 (LIRR) に買収された。ロングアイランド鉄道からの列車は蒸気機関車が牽引していたが、蒸気機関車では貨物列車の運行ができなかったことから1899年に路線は電化された。しかし、オーシャン・パークウェイとキングス・ハイウェイの交差点にあったブルックリン・ジョッキークラブ競馬場へ向かう特別列車には蒸気機関車が使用された。1899年12月、サウス・ブルックリン鉄道&ターミナル会社は倒産し、1900年1月13日にサウス・ブルックリン鉄道として再編成された。
1902年8月31日にブルックリン・ラピッド・トランジット (BRT) がサウス・ブルックリン鉄道を買収したが、LIRRの列車の乗り入れは1903年または1905年まで続けられていた。LIRRの乗り入れ終了後、BRTは旅客列車の運行を開始し貨物輸送は子会社のブルックリン・ハイツ鉄道に移管した。ブルックリン・ハイツ鉄道は3両の機関車で貨物列車の運行を行い、1907年には4両目の機関車が納入された。貨物列車はアメリカ合衆国郵政省の郵便物、材木、セメント、石、砂、灰、パイプ、大理石、花崗岩などを輸送していた。
最大の運行範囲の時には、LIRR線から分岐し2番街と平行に走り39丁目を越えると右に進路を変え、4番街を越えるとBMTウェスト・エンド線と合流し9番街駅まで共に走った後、9番街駅よりBMTカルバー線へ乗り入れマクドナルド・アベニューを下ってアベニューXまで運行されていた。

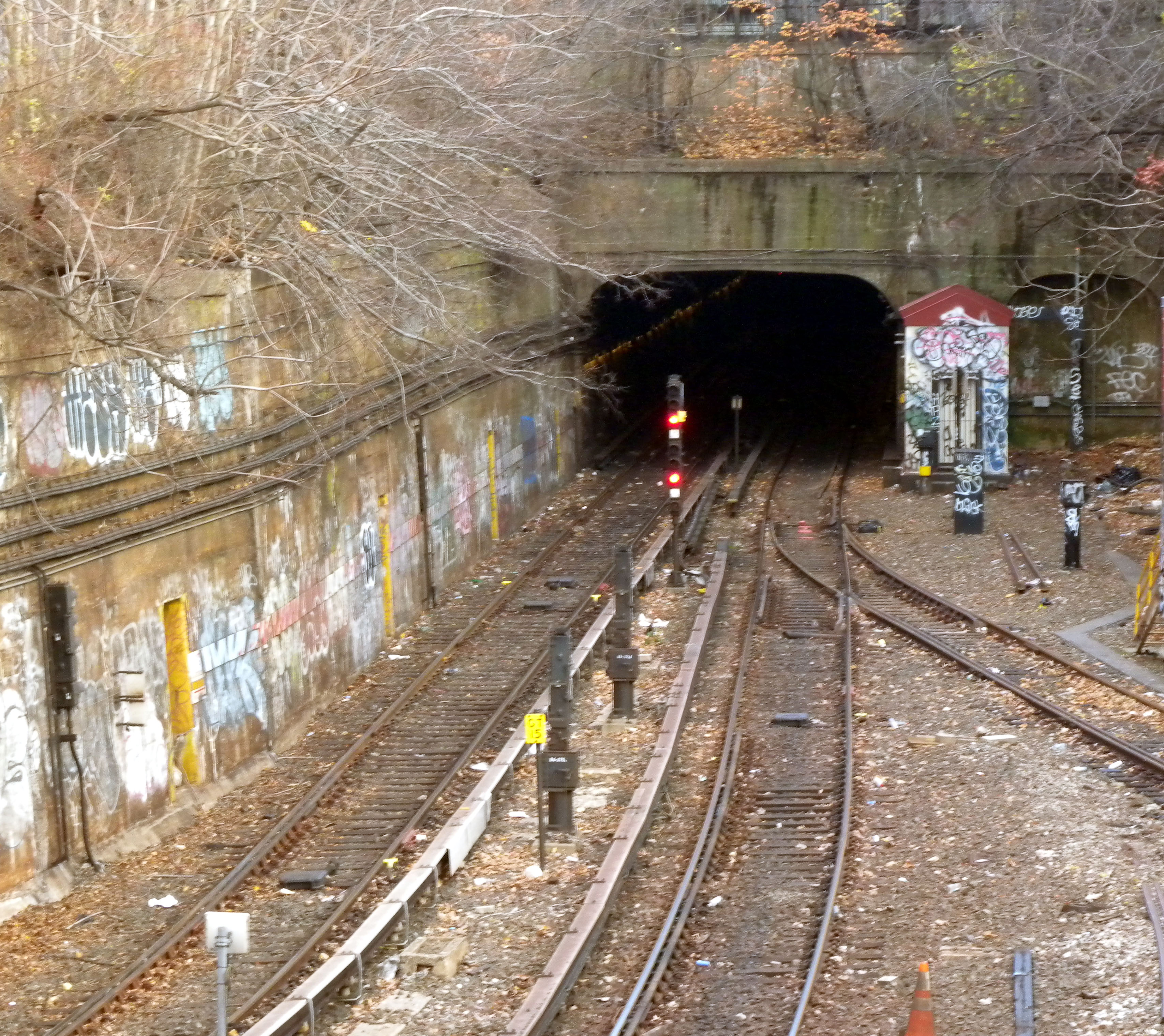
サウス・ブルックリン鉄道とBMTウェスト・エンド線の分岐点

1907年2月28日、サウス・ブルックリン鉄道とブルックリン・ハイツ鉄道は互いに分割されたがBRTの保有のままであった。サウス・ブルックリン鉄道は州際通商委員会による規制をクリアするために旅客・貨物輸送の両方を担うBRTの子会社とされた。ブルックリン・ハイツ鉄道はプロスペクト・パーク・アンド・サウス・ブルックリン鉄道およびプロスペクト・パーク・アンド・コニー・アイランド鉄道のリースを受けコニー・アイランドへの貨物列車の運行を行った。
1909年、ブルックリン・ハイツ鉄道はプロスペクト・パーク・アンド・コニー・アイランド鉄道の敷地内で、3番街の貨物ヤードと駅の使用を中止するよう公共事業委員会から依頼された。LIRRからリースされていた貨物倉庫は老朽化しており、サウス・ブルックリン鉄道はLIRRの倉庫を新築することを望まず、代わりにシー・ビーチ線を使用して新しいターミナルへ接続するためにニューヨーク・アンド・シー・ビーチ鉄道の所有物の代わりとなる施設の建設を望んだ。1913年、BRTの路線はすべて再編成され、貨物列車の運行事業は全てサウス・ブルックリン鉄道に移管された。
サウス・ブルックリン鉄道の立地上その線路を介して建設資材の輸送が行われることが多かったため、ブルックリンの新しいBRT地下鉄や高架鉄道の路線の建設に役立っていた。38丁目と4番街を一時的に結ぶことでBMT4番街線の建設現場にも入ることができた。1922年6月、サウス・ブルックリン鉄道はLIRR保有のプロスペクト・パーク・アンド・コニー・アイランド鉄道の資産のほとんどを購入した。1923年までにプロスペクト・パーク・アンド・コニー・アイランド鉄道とニューヨーク・アンド・コニー・アイランド鉄道はサウス・ブルックリン鉄道に統合された。同年にBRTは破産しブルックリン・マンハッタン・トランジット (BMT) に再編成された。

## 市営開業

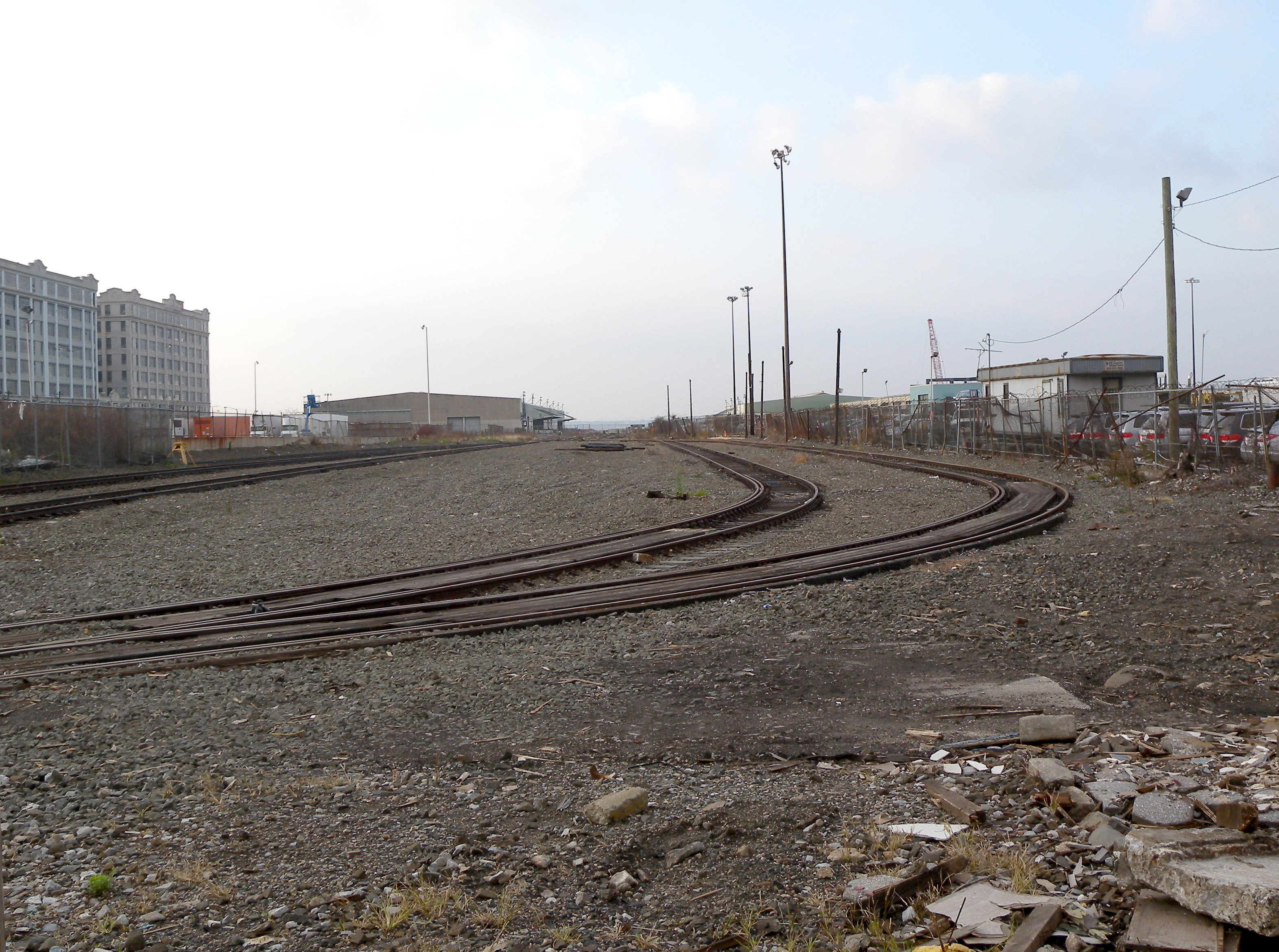
2番街インターチェンジ車両基地

1940年6月1日、サウス・ブルックリン鉄道はBMTの他の路線と共にニューヨーク市運輸委員会に移管された。同年、第二次世界大戦が勃発しサウス・ブルックリン鉄道の貨物輸送量は大幅に増大した。サウス・ブルックリン鉄道は貨物を直接顧客へ届けるために数台のトラックを手に入れた。世界大戦終結後の1946年、サウス・ブルックリン鉄道はホイットコム・ロコモティブ・ワークス製の元アメリカ陸軍のディーゼル機関車を2両購入した。
運営は1953年6月15日にニューヨークシティ・トランジット・オーソリティ (NYCTA) に移管された。マクドナルド・アベニューでの旅客列車の運行は1958年10月31日に終了し、サウス・ブルックリン鉄道は貨物列車のみの運行となった。1960年には更に2両のディーゼル機関車を納入した。1961年12月27日、老朽化した架線の改修費用が高かったため架線は取り壊され路線は非電化となった。このため、集電靴を装備している電気機関車4号、5号、6号、7号車が地下鉄・高架線での運行のためにNYCTAへ引き渡された。
旅客列車の運行が終了したためキングストンジャンクションの分岐器は本線側に固定され、支線は9番街&20丁目停車場まで完全に本線から分離していた。同時に貨物輸送量はセミトレーラートラックによる輸送量の増大に伴い年々減少の一途を辿っていた。マクドナルド・アベニューの線路は1978年までに使用されなくなり、1991年までに舗装された。マクドナルド・アベニューの線路が廃止された後、サウス・ブルックリン鉄道の貨物輸送の拠点は2番街車両基地から36丁目-38丁目車両基地に変更された。1994年、サウス・ブルックリン鉄道へのNYCTA以外の運行する列車の乗り入れが終了し、サウス・ブルックリン鉄道はサウス・ブルックリン・マリン・ターミナル、ブッシュ・ターミナル、インダストリィ・シティを経由し地下鉄線とLIRRベイリッジ支線の接続のために使用されるようになった。

## 現況

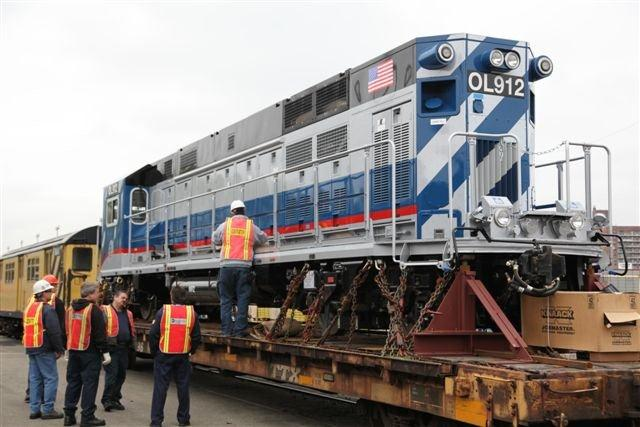
サウス・ブルックリン鉄道の主な機能は写真のR156作業機関車のような地下鉄の新車の輸送経路の確保である。

サウス・ブルックリン鉄道はニューヨーク市地下鉄路線と別の鉄道網を結ぶ2つの連絡線の1つである。1988年から1999年にかけてのウィリアムズバーグ橋の再建に伴う地下鉄線の閉鎖の際、孤立してしまったJ系統・L系統・M系統・Z系統に充当されている列車を検査のためにコニー・アイランド車両基地へ回送する時には当路線が使用された。該当系統の列車は地下鉄線からリンデン工場へ入場後、LIRRベイ・リッジ支線への出場線でベイ・リッジ支線に出てブルックリン陸軍ターミナルへ向かった。そこからニューヨーク・クロスハーバー鉄道が2番街車両基地まで車両を運び、そこからサウス・ブルックリン鉄道がBMTウェスト・エンド線を経由してコニー・アイランド車両基地まで回送した。
サウス・ブルックリン鉄道はGEトランスポーテーション・システム製の47トンディーゼル機関車2両 (N1, N2) を保有している。機関車は場合によってはサウス・ブルックリン鉄道以外に地下鉄線でも運転される。
サウス・ブルックリン・マリン・ターミナル、2番街車両基地のニューヨーク・ニュージャージー鉄道との分岐点の改修は2012年5月に終了した。また、新しいR156機関車や他の地下鉄車両を長物車で回送するために新しい分岐点が4番街の38丁目車両基地に新設された。